# Балка Рохвина
Балка Рохвина — балка (річка) в Україні у Солонянському районі Дніпропетровської області. Ліва притока річки Комишуватої Сури (басейн Дніпра).

## Опис
Довжина балки приблизно 9,22 км, найкоротша відстань між витоком і гирлом — 8,82  км, коефіцієнт звивистості річки — 1,09 . Формується декількома балками та загатами. На деяких ділянках балка пересихає.

## Розташування
Бере початок на південно-східній стороні від села Дальнє. Тече переважно на південний схід і на північно-західній околиці села Безбородькове впадає у річку Комишувату Суру, праву притоку річки Мокрої Сури.
Населені пункти вздовж берегової смуги: Чорнопарівка.

## Цікаві факти
- Біля гирла балки у селі Безбородькове пролягає автошлях Т 0420[3] (автомобільний шлях територіального значення у Дніпропетровській області. Пролягає територією Криничанського, Солонянського та Томаківського районів через Одарівку — Новопокровку — Томаківку — Вищетарасівку. Загальна довжина — 108,6 км.).
- У XX столітті на балці існували водосховища, водокачки та газові свердловини[2].